# Stopa cukrzycowa

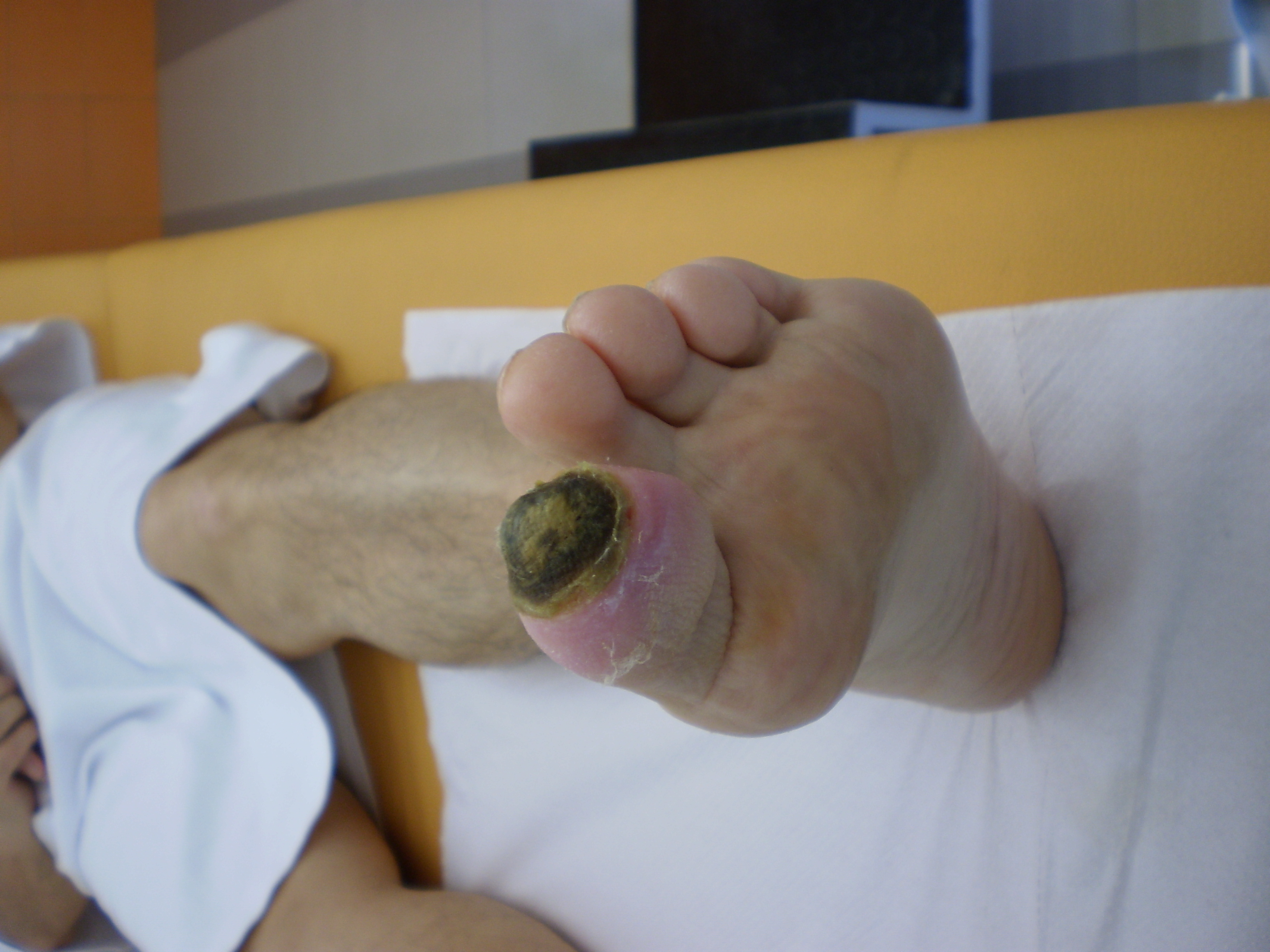
Stopa cukrzycowa

Stopa cukrzycowa − zespół specyficznych przypadłości dotykających stopę. Jest powikłaniem cukrzycy. Występuje u 6-10% pacjentów z cukrzycą. Nieleczona, prowadzi do nieodwracalnych deformacji i martwic stopy, co często kończy się amputacją.

## Przyczyny
Stopa cukrzycowa jest powikłaniem wieloletniej, źle leczonej cukrzycy. Hiperglikemia utrzymująca się przez dłuższy czas, doprowadza do uszkodzenia naczyń krwionośnych (szczególnie tętnic), co skutkuje zmniejszeniem ich elastyczności, zarastaniem i nasiloną miażdżycą. Z powodu niedokrwienia tkanek stopy dochodzi do zaburzeń ich czynności. Z drugiej zaś strony zwiększa lepkość krwi, co powoduje skłonność trombocytów do zlepiania się (agregacji), a w następstwie powstawanie szkodliwych zakrzepów. Następstwem tych patologicznych zmian jest groźne niedotlenienie tkanek.
Oprócz powyższego mechanizmu, istnieje jeszcze inny – zespół neuropatyczny, spowodowany uszkodzeniem nerwów obwodowych. Dochodzi do zmniejszenia czucia i wibracji, efektem czego jest nieodczuwanie bólu przy otarciach czy uszkodzeniach naskórka.

## Objawy

### Neuropatycznego zespołu stopy cukrzycowej
Osłabienie czucia w stopie (słabsze odczuwanie bólu i efekt „skarpetek”), a jednocześnie uczucie pieczenia, mrowienia i palenia. Natomiast osłabienie napięcia mięśni i kości, powoduje deformacje i martwice.

### Niedokrwiennego zespołu stopy cukrzycowej
Przewlekłe niedotlenienie tkanek sprawia, iż obumierają – tworzą się skrzepy, opuchlizny, wrzody, martwice i pęknięcia. Jednocześnie deformują się paznokcie, tkanki miękkie zanikają, a cała stopa jest sina.
Wspólnym i ostatecznym objawem jest skrajne wyniszczenie stopy, jej podatność na infekcje, nieustanny ból i niemożność chodzenia.

## Leczenie i zapobieganie

### Profilaktyka
Zdrowie stóp diabetyka zależy przede wszystkim od wyrównanych poziomów cukru we krwi oraz pielęgnacji stóp. Chorzy na cukrzycę mają je bardzo wrażliwe, a jednocześnie mniej odczuwają nacisk na nie (znieczulica skóry). Dlatego zalecane jest noszenie odpowiedniego obuwia i bezuciskowych skarpet oraz chronienie przed zimnem i zranieniami, a także nienarażanie ich na zbyt długi kontakt z wodą i dokładne osuszanie. Tak jak we wszystkich powikłaniach cukrzycy największa rola zapobiegawcza przypada na właściwe unormowanie poziomu glikemii (najlepiej normoglikemia) w trakcie leczenia cukrzycy.

### Leczenie[2]
Leczenie stopy cukrzycowej jest trudne i nie zawsze skuteczne. Podstawowe znaczenie ma dobre wyrównanie cukrzycy. Preferowana jest intensywna insulinoterapia. W wyjątkowych przypadkach dopuszczalne jest stosowanie doustnych leków hipoglikemizujących, jeżeli takie leczenie zapewnia prawidłowe wyrównanie metaboliczne cukrzycy oraz nie ma wskazań do leczenia insuliną. Ważnym elementem leczenia (szczególnie w zespole neuropatycznej stopy cukrzycowej) jest odciążenie stopy. Stosuje się odpowiednie obuwie odciążające przodostopie i piętę. Odciążenie stopy uzyskuje się również za pomocą kul, wózka inwalidzkiego, opatrunku gipsowego. W przypadku potwierdzonego zakażenia stosuje się antybiotyki, które dobierane są w zależności od rodzaju patogenu i  ciężkości zakażenia. Często konieczne jest postępowanie chirurgiczne - drenaż, nacinanie, usunięcie martwych tkanek, opatrunki klasyczne i opatrunki zapewniające wilgotne środowisko rany. W szczególnych przypadkach możliwe są zabiegi wewnątrznaczyniowe. Amputacje powinny być możliwie oszczędne. Alternatywną i obiecującą metodą leczenia infekcji stopy cukrzycowej jest terapia fotodynamiczna wykorzystująca fotosensybilizatory, które po aktywacji światłem o odpowiedniej długości fali są zdolne do produkcji tlenu singletowego unieszkodliwiającego bakterie.

## Klasyfikacja ICD10
| kod ICD10     | nazwa choroby                                                                      |
| ------------- | ---------------------------------------------------------------------------------- |
| ICD-10: E10.5 | Cukrzyca insulinozależna (z powikłaniami w zakresie krążenia obwodowego)           |
| ICD-10: E11.5 | Cukrzyca insulinoniezależna (z powikłaniami w zakresie krążenia obwodowego)        |
| ICD-10: E12.5 | Cukrzyca związana z niedożywieniem (z powikłaniami w zakresie krążenia obwodowego) |
| ICD-10: E13.5 | Inne określone postacie cukrzycy (z powikłaniami w zakresie krążenia obwodowego)   |
| ICD-10: E14.5 | Cukrzyca nie określona (z powikłaniami w zakresie krążenia obwodowego)             |